# Крафт, Адам
Адам Крафт (Adam Krafft) — нюрнбергский скульптор и архитектор эпохи поздней готики.
Биографических сведений о Крафте не сохранилось. Считается, что в 1470-е он работал в Ульмском соборе (где ему приписывают большой табернакль), а в 1480-е гг. создал кафедру Страсбургского собора, однако данные предположения оспариваются. Известно лишь, что похороны Крафта состоялись в Швабахе 21 января 1509 года.
К числу его наиболее известных произведений относится дарохранительница (Sakramentshäuschen) в церкви Св. Лоренца в Нюрнберге, в нижней части которой он разместил своё скульптурное изображение. Это сооружение представляет собой пирамиду высотой 20,11 м сплошь покрытую фигурами, вырезанными из камня. Несмотря на бомбардировки 1940-х гг., этот шедевр сохранился практически невредимым благодаря тому, что был покрыт слоем гипса для защиты. Реконструкции после войны подвергся лишь шпиль сооружения, высотой около 7 м.
Другой известной работой мастера является эпитафия семейству патрициев из Нюрнберга Шрейер-Ландауэров, размещённая снаружи у восточной стены хора церкви Св. Зебальда в Нюрнберге. Остальные работы Крафта можно видеть в Германском национальном музее.